# Ернан Гавирия
Ернан Гавирия е колумбийски футболист.

## Национален отбор
Записал е и 27 мача за националния отбор на Колумбия.
| Колумбия | Колумбия | Колумбия |
| Година   | Мачове   | Голове   |
| -------- | -------- | -------- |
| 1993     | 6        | 0        |
| 1994     | 3        | 2        |
| 1995     | 10       | 0        |
| 1996     | 0        | 0        |
| 1997     | 7        | 1        |
| 1998     | 0        | 0        |
| 1999     | 1        | 0        |
| Общо     | 27       | 3        |

По време на тренировка преди мач в град Кали, Колумбия е ударен от мълния и умира на място на 24 октомври 2002 г. При същата буря от мълния е ударен и съотборникът му Джовани Кордова (Giovanni Córdoba), който умира на третия ден.